# Elamena rostrata
Elamena rostrata is een krabbensoort uit de familie van de Hymenosomatidae. De wetenschappelijke naam van de soort is voor het eerst geldig gepubliceerd in 2000 door Ng, Chen & Fang.